# عملاء مبيعات متوقعون
يشير مصطلح عملاء المبيعات المتوقعين إلى شخص أو كيان لديه اهتمام وقدرة على شراء منتج أو خدمة. وتمثل هذه الخطوة المرحلة الأولى من عملية البيع. ويمكن الإشارة إلى عملية التعرف على عملاء المبيعات المتوقعين باعتبارها عملية جذب العملاء المحتملين، وهي عملية يتم إجراؤها إما عن طريق مؤسسة التسويق أو مؤسسة المبيعات.
وقد يكون لدى العميل المحتمل شركة أو عملاً تجاريًا (عميل محتمل من شركة لشركة) مرتبطًا بشخص (أشخاص). إن عملاء المبيعات المتوقعين هم عملاء محتملون - ويقصد بهم أي شخص يقوم بالتسجيل للحصول على نوع من العروض، بدلاً من أن يكون شركة أو علامة تجارية معينة. ويتم إجراء عملية التعرف على عملاء المبيعات المتوقعين إما في عمليات الشركات المتعلقة باكتشاف عملاء محتملين مثل العروض التجارية، أو التسوق المباشر أو الدعاية أو التسويق عبر الإنترنت أو الرسائل الإلكترونية أو وسائل التحايل أو من أنشطة التوقع الخاصة بموظف المبيعات مثل الاتصال العشوائي أو التواصل من خلال إحدى شبكات التواصل الاجتماعي. ولكي يتم تأهيل عملاء المبيعات المتوقعين ليكونوا عملاء محتملين، أو لنقل إحدى الفرص من خطوة عملية اكتشاف عملاء المبيعات المتوقعين إلى عملية جذب عميل محتمل، فإنه يجب أن يتم تنفيذ التأهيل وتقييمه. بالمثل، يتضمن هذا التعرف على عملاء المبيعات المتوقعين عن طريق الاستفهام المباشر عن مدى صلاحية استخدام المنتج الخاص بالعميل المحتمل، وتوفر التمويل والإطار الزمني اللازمين للشراء. وتعد هذه أيضًا هي نقطة الدخول إلى نفق المبيعات أو مخروط المبيعات أو خط تدفق المبيعات.
تصبح بعض الشركات التي تقوم بتوفير قوائم عملاء المبيعات المتوقعين بالنسبة للأعمال التجارية المصدر الوحيد لاكتشاف عملاء المبيعات المتوقعين عن طريق تكامل الاتصالات الصادرة مع رسائل البريد الإلكتروني أو الحملات البريدية لجذب عميل محتمل. وترتبط «نظرية إجراء سبعة اتصالات وصولاً إلى البيع» بفكرة جذب العملاء المحتملين والتي تقدم للعملاء المحتملين هذه البداية باتصال خارجي متبوعًا برسالة بريد إلكتروني وفي بعض الأحيان خطاب بريدي. في الوقت الذي يقوم فيه المشتري المحتمل بالحصول على قائمة عملاء المبيعات المتوقعين، يصبح العميل خبيرًا بالعلامة التجارية ويحصل على فرصة طلب الحصول على معلومات إضافية.
عند بيع قوائم عملاء المبيعات المتوقعين عبر الإنترنت من إحدى شركات التسويق، يوجد مجموعة كبيرة من المنتجات التي تعتمد على كيفية البيع للعملاء المتوقعين وسياسات الشركات فيما يتعلق بهذا الأمر. يتم بيع قوائم عملاء المبيعات المتوقعة الحصرية عبر الإنترنت لشركة واحدة، ولكن يمكن بيعها مرة أخرى في اليوم التالي باعتباره عميل متوقع مشترك أو إدراجه في نظام اقتناص فرص المبيعات. يتم بيع قوائم عملاء المبيعات المتوقعين المشتركة للعديد من الشركات، وتكون لدى كل شركة سياسة مختلفة فيما يتعلق بعدد مرات البيع حيث إنه كلما زاد عدد مرات البيع قلت القيمة/الجودة التي تصبح عليها. يتم بيع الكثير من قوائم عملاء المبيعات المتوقعين على أنها قوائم قديمة، ومعنى هذا أن عمر قائمة عملاء المبيعات المتوقعين يتراوح ما بين يوم واحد وأكثر من عام، على الرغم من أنه من المعتاد أن يتم بيعها بناءً على الاختلاف، مثل أن يكون من عمر 1 إلى 7 أيام، ومن 30 إلى 60 يومًا، ومن 60 إلى 90 يومًا.
ويتم استخدام البيانات الاجتماعية بصورة متزايدة بواسطة الشركات لتحديد الزبائن المحتملين، تعطي الشبكات الاجتماعية مثل فيس بوك وتويتر وبيإنتريست وجوجل بلاس رؤية أعمق عن العملاء المحتملين. وتقوم مواقع تجميع البيانات الاجتماعية مثل Namegeneration.net وInfousa.com وSpoke.com بتسهيل عملية بيع هذه البيانات ليتم استخدامها في المبيعات والتسويق والتعيينات،
وبمجرد وجود فرصة عميل محتمل مؤهل، يتم تنفيذ عمليات إضافية مثل البحث عن المعلومات الخلفية عن الموظف المحتمل، والسوق العام للفرصة المحتملة، ومعلومات الاتصال والتي لا يتم تقديمها بصورة أولية أو المعلومات الأخرى المفيدة للتواصل مع إحدى الفرص المحتملة وتقييمها لترقيتها لتكون عميلاً محتملاً في خطوة المبيعات التالية.
كما تم في السنوات الأخيرة إبعاد الصناعة عن "shared" نظام الفرص البيعية، حيث تتم إعادة بيع الفرصة البيعية الواحدة لشركات مختلفة. يقوم المعلنون بدلاً من ذلك بنشر البرامج الخاصة بالفرص التسويقية بصورة متزايدة، وفي مقابل الفرص البيعية، لا تعد الفرص التسويقية عامة لعلامة تجارية محددة (على سبيل المثال عند قيام إحدى الأمهات بالتسجيل في علامة تجارية معينة مثل HUGGIES في مقابل "diapers")،
عادةً يتم إنشاء فرص البيع لإغلاق عملية البيع. نتيجة لذلك، تمتلئ بالمعلومات - قد تحتوي فرصة المبيعات على ليس فقط المعلومات الأساسية لشخص ما (مثل الاسم الأول، واللقب والبريد الإلكتروني... إلخ)، ولكنها تحتوي أيضًا على معلومات مفصلة مثل مجموع FICO، ودخل الأسرة... إلخ، وعلى العكس تمامًا، تحتوي الفرص التسويقية فقط على معلومات الاتصال الأساسية للشخص، مثل الاسم والبريد الإلكتروني ومعالجة التواصل الاجتماعي عبر الإنترنت، يستخدم المعلنون المعلومات المتضمنة في إحدى الفرص التسويقية لبناء علاقة طويلة الأمد مع المستهلك عن طريق البريد الإلكتروني ومواقع Facebook وTwitter أو موقع الشركة.
وإذا قام أحد العملاء المحتملين بالشراء في النهاية، فإن هذا يعرف باسم التحويل وعملية بيع مغلقة. وغالبًا ما تتم الإشارة إلى عملاء المبيعات المتوقعين الذين يتحولون إلى الشراء في صورة معدل التحويل، وهي إحدى الطرق المستخدمة لقياس فعالية عملية البيع أو فريق المبيعات أو موظف المبيعات.